# Дорфмайстер, Грегор
Грегор Дорфмайстер (нем. Gregor Dorfmeister; 7 марта 1929, Тайльфинген, Веймарская республика — 4 февраля 2018, Бад-Тёльц, Германия) — немецкий журналист и писатель. Под псевдонимом Манфред Грегор (нем. Manfred Gregor) опубликовал три романа.
Широкой публике наиболее известен его дебютный роман «Мост», впоследствии экранизированный в 1959 и 2008 годах. Экранизация 1959 года была удостоена награды «Золотой глобус» в номинации «Лучший иностранный фильм» и номинации на премию «Оскар» в одноимённой категории. Второй роман, «Приговор» (нем. Das Urteil), обрёл некоторую популярность в США, где был также экранизирован в 1961 году.

## Биография
Грегор Дорфмайстер родился 7 марта 1929 года в Тайльфингене (ныне один из районов Альбштадта) и был младшим из трёх мальчиков в семье. Вырос и получил начальное образование в Бад-Тёльце. Являлся членом гитлерюгенда.

### В конце войны
В ночь на 1 мая 1945 года, будучи членом народного ополчения, 16-летний Грегор Дорфмайстер в компании ещё семерых школьников оказался на линии фронта, получив приказ держать оборону не имевшего стратегического значения небольшого моста через Лойзах под Бад-Хайльбрунном. Обстоятельства однако сложились таким образом, что американские танки выдвинулись именно к этому мосту. Встретив сопротивление и потеряв один танк, американцы отвели технику и передали инициативу штурмовой авиации. Двое защитников моста были убиты, среди остальных началась паника, позиция была оставлена. Пятеро оставшихся в живых, в числе которых был Дорфмайстер, преследуемые штурмовиками, бросились бежать в сторону Бад-Тёльца. Добраться до леса сумели лишь трое.
Военная полиция, проводившая тем временем эвакуацию, поручила выжившим юношам новое задание: занять пулемётные гнёзда моста через Изар, задерживая тем самым наступление. На сделанное ближе к ночи предложение Грегора Дорфмайстера покинуть позицию и прекратить бессмысленное сопротивление двое подростков ответили отказом. Дорфмайстер дезертировал в одиночку, обменяв в городе форму на гражданскую одежду. Ночью мост был взят. Вернувшись утром к мосту, Дорфмайстер обнаружил двоих оставшихся мальчишек убитыми. Юноша стал свидетелем того, как незнакомая женщина плюнула на мёртвые тела, выражая тем самым протест затягиванию конца войны. По собственному признанию увиденное послужило поводом к написанию дебютного романа, в котором он попытался объяснить, что двигало школьниками, самоотверженно державшими оборону моста в то время, когда регулярная армия уже отступила.

### Последующая жизнь
По словам Грегора Дорфмайстера, пережитые события, и в особенности картина объятого пламенем американского солдата, пытавшегося спастись из подбитого ими танка, изменило его мировоззрение, превратив в пацифиста. В 1946 году он окончил среднюю школу и поступил на работу в строительную компанию, после трудился в сфере деревообрабатывающей промышленности. С 1948 изучал драматургию, журналистику и философию в Мюнхенском университете. В эти годы проходил стажировку в местной газете. С 1954 года работал в качестве внештатного редактора над изданием «Münchner Merkur» (Тегернзе), в 1957 году перебрался в Мисбах, а в 1960 вернулся в Бад-Тёльц. С 1962 года возглавлял местную газету «Tölzer Courier», окна редакции которой выходили на мост через Изар.
Помимо своей профессиональной деятельности Дорфмайстер также занимался проблемами людей с ограниченными возможностями, с 1981 по 1997 год возглавлял окружную ассоциацию помощи инвалидам.. В 1981 году был награждён орденом «За заслуги перед Федеративной Республикой Германии». В 1998 году удостоился медали Изар-Лойзах, вручаемой в знак особого уважения администрацией района Бад-Тёльц-Вольфратсхаузен.
Умер в Бад-Тёльце 4 февраля 2018 года.

## Творчество
Грегор Дорфмайстер под псевдонимом Манфред Грегор опубликовал три романа.

### «Мост»
В написанном за 14 ночей дебютном полуавтобиографическом романе «Мост» (нем. Die Brücke, 1958) автор описывает бессмысленную оборону моста юными бойцами народной армии от наступавших американских частей. Шестеро мальчиков в романе погибают, выживает лишь один. Книга увидела свет по результатам конкурса произведений начинающих авторов, проведённого издательством Курт Деш. В Германии и на международном уровне произведение впоследствии имело большой успех, выдержав переводы более чем на 20 языков, общий тираж превысил миллион экземпляров.
Советский литературовед Павел Топер в предисловии к опубликованному роману выразил мнение, что от прочих немецких произведений о Второй мировой книгу отличает в первую очередь факт её написания отнюдь не с позиции «внутренне несогласных» с идеями Рейха. Топер также полагал, что основной смысл книги сводится к «напоминанию о прошлом преступлении, об угрозе нового» и книга меж тем «ратует против войн». Рецензент издания «Kirkus Reviews» также отметил глубину романа, сравнивая его с прочими переведёнными на английский послевоенными немецкими произведениями.
Право на экранизацию у Грегора Дорфмайстера было выкуплено за несколько тысяч марок, и в 1959 году свет увидел одноимённый фильм, режиссёром которого выступил Бернхард Викки. Автор романа принимал непосредственное участие в работе над сценарием. Картина считается классикой антивоенного кино. Помимо серии наград на местных кинофестивалях, экранизация удостоена премии «Золотой глобус» в номинации «Лучший иностранный фильм», а также номинации на премию «Оскар» в одноимённой категории.
В 2008 году канал ProSieben создал под руководством режиссёр Вольфганга Панцера телевизионную адаптацию, одну из ролей в которой исполнила актриса Франка Потенте.

### Последующие романы
В 1960 году из печати вышел второй роман — «Приговор» (нем. Das Urteil), повествующий об уголовном преследовании бойца американских оккупационных сил за изнасилование девочки, совершённое им в небольшом городке на юге Германии. В 1961 году книга была экранизирована режиссёром Готфридом Рейнхартом, работа была названа «Город без жалости». Одну из ролей в фильме исполнил Кирк Дуглас, а в саундтреке прозвучала одноимённая экранизации песня, сама ставшая в дальнейшем хитом и после исполнявшаяся Джином Питни и Ронни Монтроузом. Версия записи Питни была использована в картине Джон Уотерс 1988 года «Лак для волос». Фильм «Город без жалости» удостоился премии «Золотой глобус» в номинации за лучшую песню, а также актриса Кристина Кауфманн стала лауреатом в категории «лучший дебют актрисы».
Заключительный роман Грегора Дорфмайстера «Штрассе» (нем. Die Straße) был опубликован в 1961 году. В нём автор повествует о группе молодых людей, чья внутренняя пустота и отсутствие жизненных целей приводит их к совершению преступления. Оба заключительных романа значительно уступают по популярности дебютному, по мнению П. Топера оба имеют низкую художественную ценность.